# 國家代表色
國家代表色（national colours），是指被認為能代表特定國家的顏色。大多數情況下，國家代表色都是來自於該國的國旗或國徽。然而也有例外，如澳大利亞的國家代表色就是來自於國花的顏色。而荷蘭的國家代表色來自於皇室。國家代表色可通過奧運會和世界杯等國際體育賽事上該國制服的顏色來判斷。

## 代表色實例
- 爱尔兰 - 綠色■
- 美国 - 白色□紅色■
- 阿根廷 - 天藍色■
- 義大利 - 藍色■
- 英国 - 白色□紅色■藍色■
- 荷蘭 - 橙色■
- - 紅色■白色□格子（克罗地亚棋盘图）
- 德国 - 白色□黑色■金色■
- - 綠色■金色■
- 新西兰 - 銀色■黑色■
- 巴西 - 黄色■綠色■
- 法國 - 藍色■白色□紅色■
- 西班牙 - 黄色■紅色■
- 葡萄牙 - 綠色■紅色■
- 日本 - 白色□紅色■
- 中华人民共和国 - 紅色■黄色■
  -  香港 - 紅色■白色□
  -  澳門 - 綠色■白色□
- 中華民國 - 紅色■藍色■白色□
- 泰國 - 藍色■白色□紅色■
- 越南 - 紅色■黄色■

## 由來
在西方，以顏色來代表並彰顯特定國家一事始於古羅馬時期，當時羅馬城邦的代表色為紫色。由於那時骨螺紫相對珍貴，在帝國時期也作為羅馬皇帝權威之象徵。現代各國國旗的顏色，大多關係到各國的歷史以及建國精神，如法國的藍･白･紅和德國的黑･紅･金三色旗，便是國旗和國家代表色兩者間相互關聯的例子之一。